# David Malet Armstrong

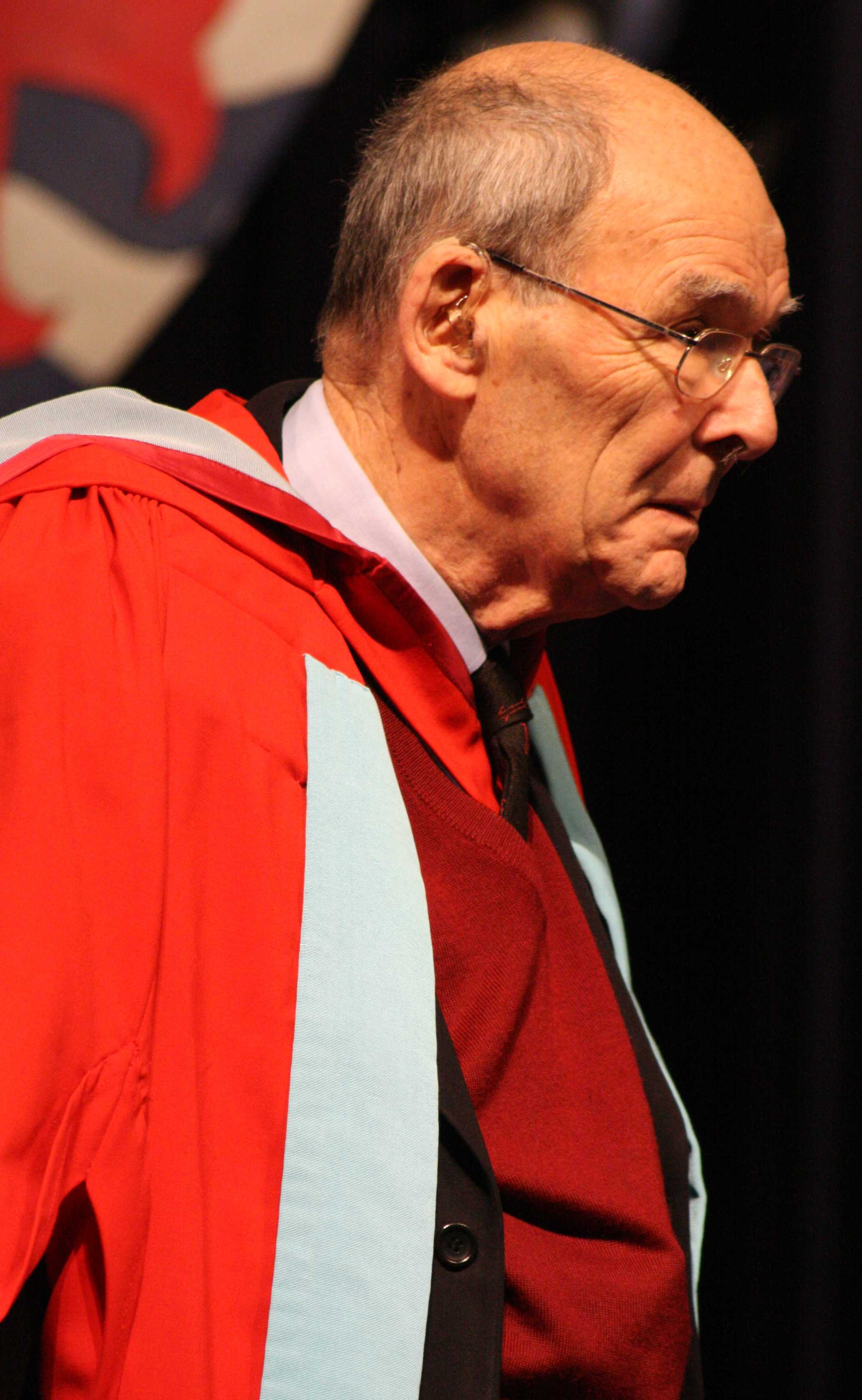
David M. Armstrong bei der Verleihung des D.Litt. (h. c.) der University of Nottingham am 13. Dezember 2007

David Malet Armstrong AO, oft D. M. Armstrong (* 8. Juli 1926 in Melbourne, Australien; † 13. Mai 2014 in Sydney), war ein australischer Philosoph und Professor an der University of Sydney. Seine Hauptarbeitsgebiete waren die Philosophie des Geistes, Ontologie und Wissenschaftstheorie. Armstrong vertrat einen reduktiven Physikalismus.

## Leben
Armstrong war der Sohn des Commodore J.M.Armstrong, der in der US-Navy Dienst tat. Nach dem Schulbesuch in Oxford und Australien sowie Militärdienst bei der australischen Marine (1945/46) studierte Armstrong an der University of Sydney ab 1947 Philosophie. Das Studium schloss er 1950 mit Auszeichnung ab. Im Jahr 1950 heiratete er  Madeleine Annette Haydon. Im Anschluss erfolgte ein Aufbaustudium an der Oxford University von 1952 bis 1954. Danach war er in den Jahren 1954/55 als Dozent (Lecturer) an der London University tätig. 1956 ging er nach Australien zurück und lehrte an der Universität Melbourne (1956–1963). Dort erwarb er 1960 den PhD. Ab 1964 war er Professor an der University of Sydney bis zu seiner Emeritierung 1992. Eine zweite Ehe schloss er 1982 mit Jennifer Mary de Bohun Clark. Armstrong hatte Gastprofessuren unter anderem an der Stanford University, Universität Graz, University of Notre Dame und der Yale University inne. Am 13. Dezember 2007 bekam er den Doctor of Letters (h. c.) der University of Nottingham, England verliehen. Zudem wählte man ihn im Jahre 1998 zum korrespondierenden Mitglied der British Academy und 2008 als ausländisches Ehrenmitglied in die American Academy of Arts and Sciences. 1993 wurde er zum Officer des Order of Australia ernannt. 2001 erhielt er die Centenary Medal.

## Werk
Ein zentrales Element in Armstrongs Werk ist sein Universalienrealismus. Dieser besagt, dass es neben Gegenständen auch noch Eigenschaften als respektable, grundlegende Entitäten gebe. Diese stellt sich Armstrong jedoch in dem Sinne als abhängig von Gegenständen vor, dass sie nicht unabhängig von ihnen existieren können. Armstrongs Hauptgrund für die Annahme von Universalien ist das von ihm so genannte truth maker principle (Wahrmacherprinzip): Für jede kontingente Wahrheit muss es etwas geben, was sie wahr macht. Also muss es auch Eigenschaften geben, welche die Tatsachen über Eigenschaften wahr machen.
Die Ontologie aus grundlegenden, bei Armstrong immer physischen, Gegenständen und Eigenschaften sollen in einem starken realistischen Sinne das beschreiben, was es wirklich gibt. Dies gilt auch für Naturgesetze, die Armstrong als Relationen zwischen Universalien versteht. Dabei setzt er sich von Gesetzesauffassungen in der Tradition David Humes ab, die Naturgesetze auf Regularitäten zurückführen wollen.
Armstrong gilt zudem als einer der wichtigsten Vertreter eines reduktiven Materialismus in der Philosophie des Geistes. Dabei vertrat er eine identitätstheoretische Position in der Tradition von John Smart und Ullin Place.

## Schriften

### Bücher
- Berkeley's Theory of Vision: A Critical Examination of Bishop Berkeley's Essay towards a New Theory of Vision. Melbourne University Press, Melbourne 1960.
- Bodily Sensations. Routledge & K. Paul, London 1962.
- Perception and the Physical World. Routledge & K. Paul, London 1961, ISBN 0-7100-3603-5.
- A Materialist Theory of the Mind. Routledge & K. Paul, London 1968, ISBN 0-415-10031-3.
- Belief, Truth and Knowledge. Cambridge University Press, London 1973, ISBN 0-521-08706-6.
- Universals and Scientific Realism. Cambridge University Press, Cambridge 1978, ISBN 0-521-21741-5.
- The Nature of Mind and Other Essays. Cornell University Press, 1981, ISBN 0-8014-1353-2.
- What is a Law of Nature? Cambridge University Press, Cambridge 1983, ISBN 0-521-25343-8. (Deutsch: Was ist ein Naturgesetz? Übersetzt aus dem Englischen von Wolfgang Sohst, Xenomos, Berlin 2004, ISBN 3-936532-32-X.)
- A Combinatorial Theory of Possibility. Cambridge University Press, Cambridge 1989, ISBN 0-521-37427-8.
- Universals: An Opinionated Introduction. Westview Press, Boulder, CO 1989, ISBN 0-8133-0772-4.
- A World of States of Affairs. Cambridge University Press, Cambridge 1997, ISBN 0-521-58064-1. (Deutsch: Sachverhalte, Sachverhalte. Aus dem Englischen übertragen von Wolfgang Sohst, Xenomos Berlin 2004, ISBN 3-936532-33-8.)
- The Mind-Body Problem: An Opinionated Introduction. Westview Press, Boulder, CO 1999, ISBN 0-8133-9056-7.
- Truth and Truthmakers. Cambridge University Press, 2004, ISBN 0-521-83832-0.
- Sketch for a Systematic Metaphysics. Oxford University Press, 2010, ISBN 0-19-959061-3.

### Artikel
- Is Introspective Knowledge Incorrigible? In: Philosophical Review. 72, 1963, S. 417–432.
- Meaning and Communication. In: Philosophical Review. 80, 1971, S. 427–447.
- mit Peter Forrest: An Argument against David Lewis' Theory of Possible Worlds. In: Australasian Journal of Philosophy. 62, 1984, S. 164–168.
- Classes are States of Affairs. In: Mind. 100, 1991, S. 189–200.